# Liste der Monuments historiques in Nivillac
Die Liste der Monuments historiques in Nivillac führt die Monuments historiques in der französischen Gemeinde Nivillac auf.

## Liste der Bauwerke
| Bezeichnung              | Beschreibung | Standort       | Kennzeichnung | Schutzstatus | Datum | Bild |
| ------------------------ | ------------ | -------------- | ------------- | ------------ | ----- | ---- |
| Dolmen von La Chambrette |              | Folleux (Lage) | PA00091463    | Classé       | 1957  |      |
| Grab der Märtyrer        |              | Ros (Lage)     | PA00091464    | Classé       | 1957  |      |

## Liste der Objekte
- Monuments historiques (Objekte) in Nivillac in der Base Palissy des französischen Kultusministeriums